# (32738) 1978 VT1
1978 VT1 (asteroide 32738) é um asteroide da cintura principal. Possui uma excentricidade de 0.13437070 e uma inclinação de 5.84310º.
Este asteroide foi descoberto no dia 1 de novembro de 1978 por Koichiro Tomita em Caussols.